# Joaquim da Cunha Freire (Barão de Ibiapaba)
Joaquim da Cunha Freire, primeiro e único Barão de Ibiapaba (Caucaia, 18 de outubro de 1827 — Rio de Janeiro, 13 de outubro de 1907), foi um político brasileiro. Dedicando-se à carreira comercial, soube acumular uma grande fortuna, tendo colaborado com o melhoramento da economia de Fortaleza. 

Filho do português Felisberto Correia da Cunha e de Custódia Ribeiro da Cunha, irmão de Severiano Ribeiro da Cunha, visconde do Cauípe.
Foi presidente da província do Ceará por sete vezes, de 24 de abril a 26 de julho de 1869, de 13 de dezembro de 1870 a 20 de janeiro de 1871, de 26 de abril a 29 de junho de 1871, de 9 a 12 de janeiro de 1872, em 30 de outubro de 1872, de 11 de setembro a 13 de novembro de 1873, e de 21 de março a 23 de outubro de 1874.
Foi coronel da Guarda Nacional e comendador da Imperial Ordem da Rosa.
Em maio de 1889, foi o candidato mais votado para a lista tríplice ao Senado do Império pelo Partido Conservador. No entanto, o Imperador optou por um nome do Partido Liberal em razão da crise no Governo, sendo escolhido Antônio Pinto Nogueira Accioly.